# رود کانچالان
رود کانچالان (انگلیسی: Kanchalan) یک رودخانه در ناحیه خودگردان چوکوتکای کشور روسیه است.